# BOYS' QUEST
『BOYS' QUEST』（ボーイズ・クエスト）は、日本の男性アイドルグループ、FLAMEの1枚目のアルバムである。2002年10月30日発売。発売元はポニーキャニオン。

## 概要
- FLAMEのデビュー・アルバムである。デビュー・シングル「ムネノコドウ」から4枚目のシングル「Truly」までのシングル他、新曲含め11曲を収録[1]。
- アルバムでは唯一のオリコンTOP10入り作品。

## 収録曲
1. BOYS' QUEST
2. all right!all right!
3. Go the Way
4. 情熱
5. Heaven's Night
6. Close my  eyes
7. ムネノコドウ(Smooth HeartBeat style)
8. HOW TO LOVE?
9. BYE MY LOVE
10. What Can I Do ?
11. Truly(quench style)